# レフト・バンク
レフト・バンク（The Left Banke）は、アメリカ合衆国のバンド。ビートルズ、ゾンビーズなどのブリティッシュ・ビートから影響を受けた演奏スタイルに加え、クラシカルなストリングスのアレンジはバロック・ポップと形容された。

## 略歴
1964年にマイケル・ブラウンを中心とし、キャッスルズというバンドを結成。その後バンド名をレフト・バンクに変え、マーキュリーレコード傘下のスマッシュ・レーベルと1966年に契約する。そして、同年に「いとしのルネ (Walk Away Renée)」（全米5位）でデビュー。その後、1枚のアルバムと3枚のシングルをリリースするが、1967年にバンドのソングライティングを担っていたマイケル・ブラウンが脱退してしまう。残ったメンバーで「ザ・レフト・バンク トゥー」をリリース。しかし商業的に振るわず、1969年に解散。
非常に短期間の活動であったが、ストリングスを多用した甘美なサウンドはインディー・ポップ系アーティストに影響を与えており、エリオット・スミス、ブルートーンズ、マシュー・スウィート、タヒチ80らが彼らの楽曲をカバーしている。
日本人では、1979年に米国進出したピンク・レディーが、米国市場向けに出したシングル「Kiss In The Dark」のB面に「Walk Away Renée」のカバーを収録している。

## メンバー
- マイケル・ブラウン（キーボード）
- スティーヴ・マーティン（ボーカル）
- トム・フィン（ベース）
- ジョージ・キャメロン（ドラム）
- リック・ブランド（ギター）

## ディスコグラフィー
- Walk Away Renee/Pretty Ballerina（1967）
- The Left Banke, Too（1968）
- Strangers on a Train（1978）
- There's Gonna Be a Storm: The Complete Recordings 1966-69 (1992)